# Hinterreute
Hinterreute (mundartlich: Hindǝreitǝ, Riddə, Rütə) ist ein Gemeindeteil der Marktgemeinde Oberstaufen im bayerisch-schwäbischen Landkreis Oberallgäu.

## Geographie
Das Dorf liegt circa drei Kilometer westlich des Hauptorts Oberstaufen. Südlich der Ortschaft verläuft die Queralpenstraße B 308. Nördlich von Hinterreute verläuft die Landkreisgrenze zu Hopfen in der Gemeinde Stiefenhofen im Landkreis Lindau (Bodensee).

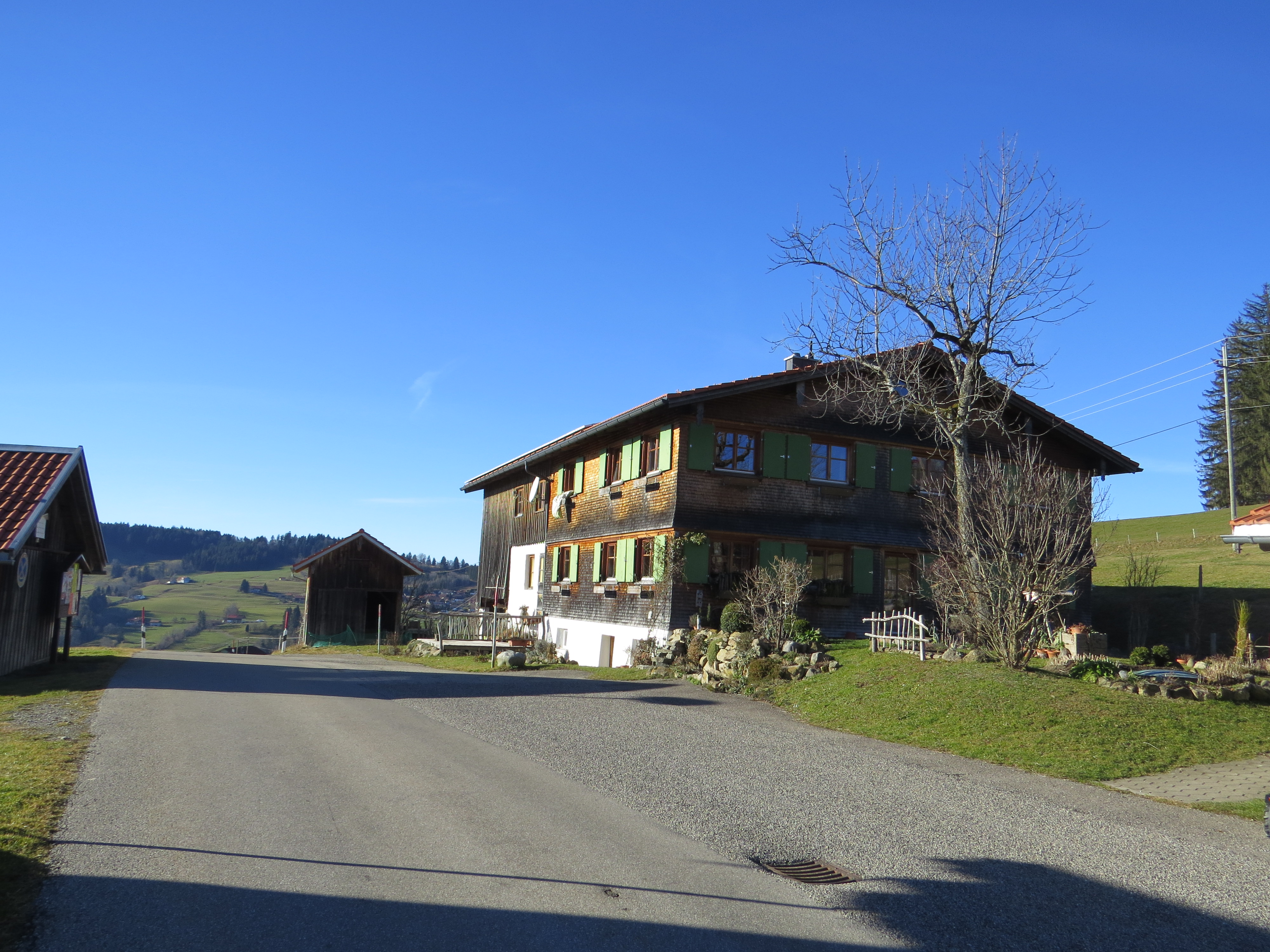
Baudenkmal in Hinterreute

## Ortsname
Der Ortsname stammt vom frühneuhochdeutschen Wort reuten für ein Land, das durch Roden urbar gemacht wurde und deutet somit auf eine Rodesiedlung hin. Der Präfix Hinter zur Unterscheidung von Vorderreute.

## Geschichte
Hinterreute wurde erstmals urkundlich im Jahr 1450 als Rütin erwähnt. Die Bezeichnung Hinterreute kam erstmals 1486 mit Jos Schuochmacher von der Hindernrütin auf. Anfang des 19. Jahrhunderts wurde die Hl. Kreuz Kapelle erbaut.

## Baudenkmäler
- Siehe: Liste der Baudenkmäler in Hinterreute